# Emtithal Mahmoud
Pour les articles homonymes, voir Mahmoud et Emi.
Emtithal Mahmoud, surnommée Emi, et née en 1993, est une poétesse soudanaise pratiquant le slam. Elle gagne, en 2015, le Championnat du monde de Slam (poésie) (en). Elle fait partie des 100 femmes de l'année 2015, selon la BBC.

## Biographie
Emtithal Mahmoud naît au Darfour, au Soudan, en 1993. En raison de la seconde guerre civile soudanaise, elle déménage, avec sa famille, au Yémen alors qu'elle est enfant. Puis sa famille et Emtithal se réfugient aux États-Unis en 1998. À l'âge de sept ans, elle retourne au Soudan, où ses parents participent à une manifestation contre le gouvernement qui a cessé de payer les enseignants. C'est à ce moment qu'elle prend conscience de la valeur de l'éducation. Elle fréquente l'école Julia R. Masterman (en) à Philadelphie et obtient la bourse Leonore Annenberg (en), qui couvre ses frais de scolarité pendant quatre ans.
En 2015, elle devient championne du monde de slam, titre décerné dans une compétition de poésie orale arbitrée par un public. Elle y interprète un texte écrit quelques heures auparavant et consacré au décès de sa grand-mère, ayant survécu à la guerre, à la faim, « mais pas à la maladie parce qu’il n’y a toujours pas les structures nécessaires ». Désignée ambassadrice de bonne volonté de l’ONU, elle intervient dans différentes manifestations telles que le forum de Davos, à l’Assemblée générale des Nations unies, au Women’s Forum à Paris. Elle se rend régulièrement au Darfour où elle organise des séances de discussions, et des marches.

## Source de la traduction
- (en) Cet article est partiellement ou en totalité issu de l’article de Wikipédia en anglais intitulé « Emtithal Mahmoud » (voir la liste des auteurs).